# Gás liquefeito de petróleo

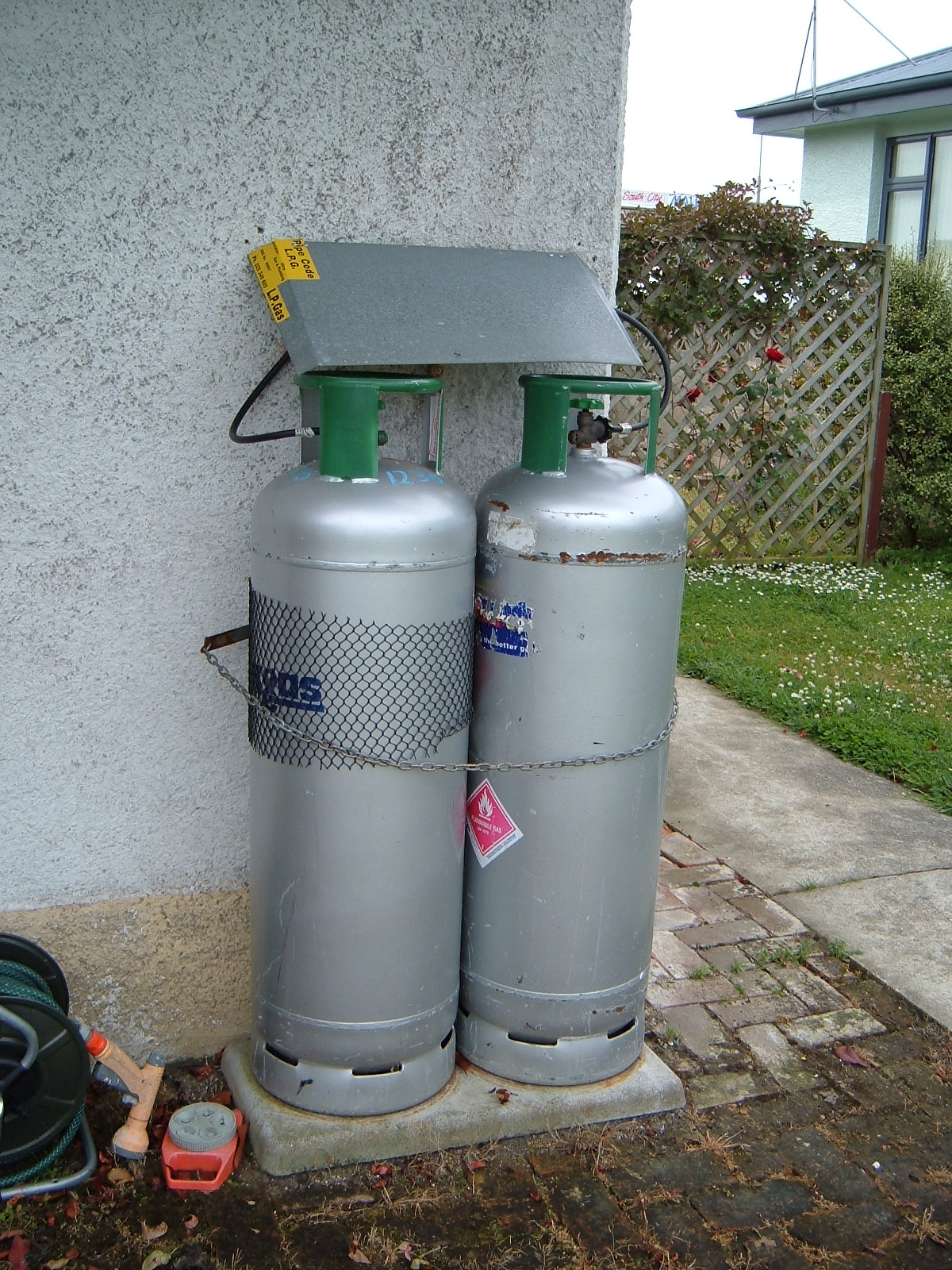
de GLP.

O gás liquefeito de petróleo (GLP), também chamado de gás de petróleo liquefeito (GPL) e conhecimento coloquialmente como gás de cozinha no Brasil, é uma mistura de gases de hidrocarbonetos utilizado como combustível em aplicações de aquecimento (como em fogões) e veículos.

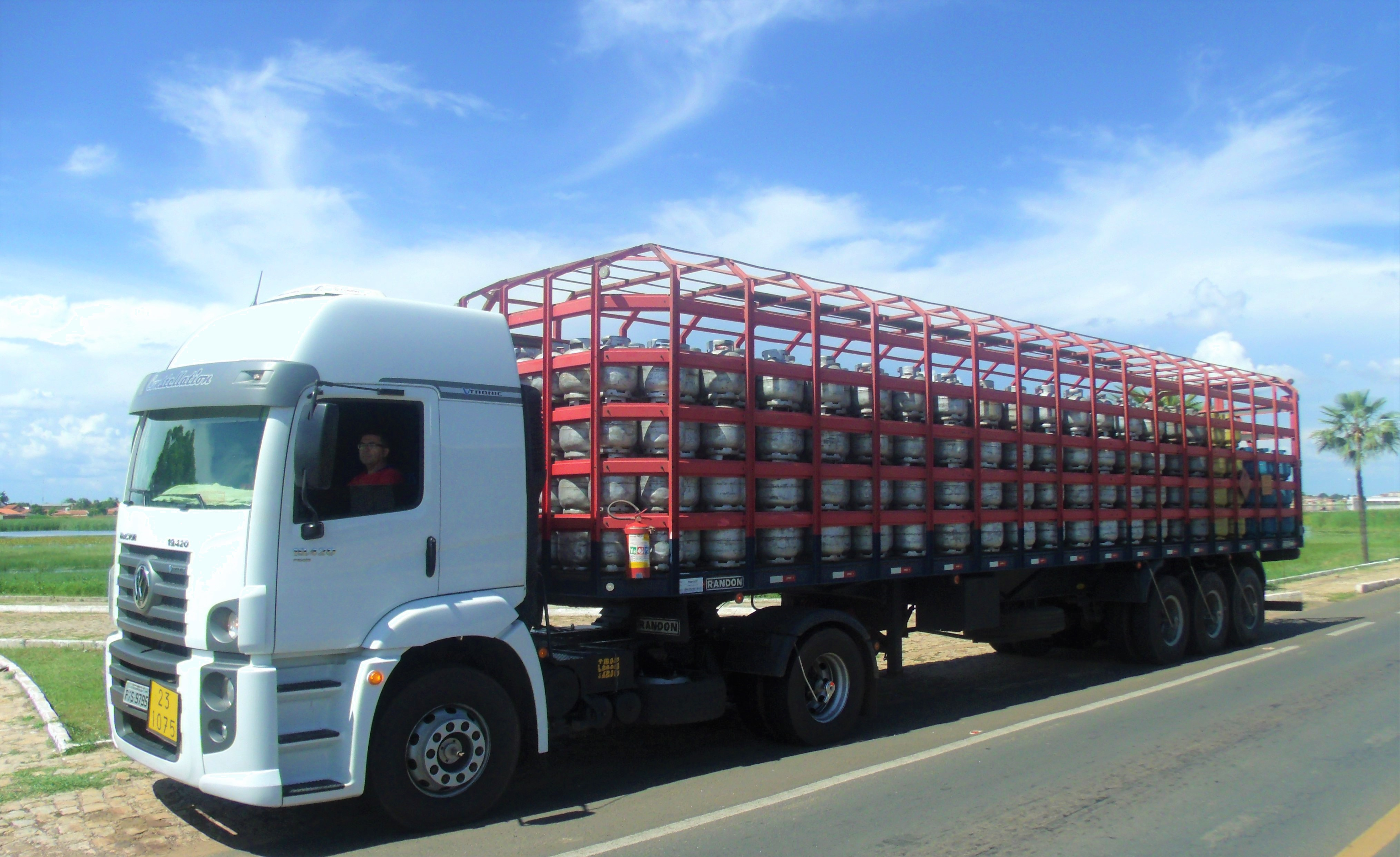
Carreta com uma carga de botijões de gás no Brasil.

O GLP ou GPL é a mistura de gases condensáveis presentes no gás natural ou dissolvidos no petróleo. Os componentes do GLP, embora à temperatura e pressão ambientais sejam gases, são fáceis de condensar. Na prática, pode-se dizer que o GLP é uma mistura dos gases propano e butano.
O propano e o butano estão presentes no petróleo (crude, bruto) e no gás natural, embora uma parte se obtenha durante a refinação de petróleo, sobretudo como subproduto do processo de craqueamento catalítico (FCC, da sigla em inglês Fluid Catalytic Cracking).

## Descrição
O GLP é um dos subprodutos do petróleo, como a gasolina, diesel e os óleos lubrificantes, sendo retirado do mesmo através de refino em uma refinaria de petróleo. Torna-se liquefeito apenas quando é armazenado em bilhas/botijões ou tanques de aço em pressões de 6 a 8 atmosferas (6 a 8 kgf/cm²).
Para sua armazenagem, são utilizados recipientes fabricados em aço de várias capacidades volumétricas e formas. Na construção desses recipientes, utilizam-se materiais com capacidade mecânica para aguentar pressões de até 17 kgf/cm², por dois principais motivos: segurança com relação a eventuais possibilidades de rompimento (manuseio inadequado ou excesso de pressão no enchimento) e facilitação da vaporização do produto que é essencial para a sua utilização.
Todos os recipientes que contém GLP são cheios até 85% de sua máxima capacidade. Os outros 15% de espaço livre é utilizado na vaporização do produto que ocorre com a troca de calor entre a parede do recipiente e o GLP armazenado na forma líquida - vaporização natural. Quanto maior a temperatura externa do recipiente, maior a velocidade de vaporização do GLP.
A vaporização também é diretamente proporcional à quantidade de superfície de contato do recipiente com o GLP (parede molhada). Por exemplo: um botijão de 13 kg de GLP, considerada uma temperatura externa constante, vaporizará mais gás quando cheio do que quando estiver com 50% de sua carga, pois o GLP terá apenas a metade da superfície de contato com o recipiente para a sua possível troca de calor e eventual vaporização do líquido. Em grandes consumos, onde não é suficiente a vaporização natural para atender a demanda, são utilizados aparelhos chamados de vaporizadores que possibilitam a vaporização do produto.
O princípio básico de um vaporizador é o seguinte: o GLP passa por dentro do aparelho através de um duto aquecido, geralmente por uma resistência elétrica, troca calor com este duto aquecido e vaporiza-se permitindo o atendimento da demanda, o que chama-se vaporização forçada.
O GLP é formado por vários hidrocarbonetos, sendo os principais o propano e o butano. Uma molécula de propano é caracterizada pela presença de três átomos de carbono e oito átomos de hidrogênio (C3H8). Já o butano, pela presença de quatro átomos de carbono e dez átomos de Hidrogênio (C4H10). Portanto, uma molécula de butano é mais pesada do que uma molécula de propano e a sua tendência em uma mistura é a de ficar depositada no fundo do recipiente de armazenagem. Ao percentual de mistura desses gases chama-se no jargão densidade (relacionado ao conceito de densidade, relacionado à massa por volume). Quanto maior a presença percentual de propano na mistura, menor a densidade do produto e consequentemente menor o peso do mesmo. Ao contrário, quanto maior o percentual de butano na mistura maior a densidade e consequentemente o seu peso.

## Segurança na utilização
O GLP não é corrosivo, poluente e nem tóxico, mas se inalado em grande quantidade produz efeito anestésico e também asfixia, pois empurra o gás respirável do ambiente em que se encontra. O GLP não possui cor nem odor próprio, mas por motivo de segurança nele é adicionada a substância (mercaptano ou tiol) ainda nas refinarias, para facilitar sua detecção.